# Skoutari (Laconia)
Skoutari  este un oraș în Grecia în Prefectura Laconia.